# Philipp av Hessen-Kassel
Prins och lantgreve Philipp av Hessen, född 6 november 1896 i Rumpenheim nära Offenbach, död 25 oktober 1980 i Rom, var överhuvud för huset Hessen från 1940 till 1980. Från 1933 till 1944 var han Oberpräsident (guvernör) över den preussiska provinsen Hessen-Nassau. 

## Ungdom och giftermål
Philipp föddes på slottet Rumpenheim i byn med samma namn, några kilometer norr om Offenbach, som tredje son till prins Fredrik Karl av Hessen och hans hustru prinsessan Margareta av Preussen (syster till den tyske kejsaren Vilhelm II). Philipp hade en yngre tvillingbror, Wolfgang, två äldre bröder och två yngre tvillingbröder.
Som barn hade Philipp en engelsk guvernant. 1910 skickades han till England för att gå i skolan i Bexhill-on-Sea. När han återvände till Tyskland gick han på Goethe-gymnasiet i Frankfurt och sedan på Helmholtz-gymnasiet i Potsdam. Han var den ende av sina bröder som inte gick på Militärakademin.
När första världskriget bröt ut skrev Philipp in sig i 24:e Hessiska Dragonregementet tillsammans med sin äldre bror Maximilian. De tjänstgjorde först i Belgien där Maximilian stupade i oktober 1914. 1915 och 1916 tjänstgjorde Philipp på östfronten i vad som numera är Ukraina. Han hade graden av löjtnant (en relativt låg grad med tanke på sin kungliga bakgrund), och var till största delen ansvarig för att skaffa fram krigsmateriel. 1917 tjänstgjorde han vid Hindenburglinjen, innan han återvände till Ukraina där han blev sårad i strid.
1916 stupade Philipps äldsta bror Friedrich Wilhelm i Rumänien, och Philipp blev nummer två i arvsföljden att efterträda farbrodern som överhuvud för huset Hessen. I oktober 1918 valdes Philipps far till kung av Finland. Det var meningen att Philipp skulle efterträda fadern som överhuvud för huset Hessen, medan hans yngre tvillingbror Wolfgang skulle ärva den finska tronen. Planerna för en finsk monarki avbröts dock efter att Tyskland blev besegrat och Finland blev republik i juli 1919.
Efter kriget skrev Philipp in sig i Übergangsheer (övergångsarmén) som framgångsrikt försvarade mot kommunistiska och socialistiska krafter. Från 1920 till 1922 gick han på Tekniska universitetet i Darmstadt där han studerade konsthistoria och arkitektur. Han gjorde flera besök i Grekland där hans moster Sophie av Preussen var drottning och hustru till kung Konstantin I. 1922 lämnade han universitet utan fullständiga betyg och tog ett arbete på Kaiser-Friedrich-Museum i Berlin. Året efter flyttade han till Rom där han använde sig av sina aristokratiska kontakter för att etablera sig som inredningsarkitekt.
Den 23 september 1925 gifte sig Philipp med prinsessan Mafalda av Savojen, dotter till kung Viktor Emanuel III av Italien, på slottet Racconigi söder om Turin. Paret fick fyra barn:
- Moritz (1926–2013)
- Henrik (1927–1999)
- Otto (1937–1998)
- Elisabeth (född 1940)

Familjen bodde för det mesta i Villa Polissena, en del av Villa Savoia, som tillhörde kungen av Italiens egendomar i nordöstra Rom, men de reste ofta till Tyskland.

## Engagemang i nazismen
Medan han var i Italien blev Philipp imponerad av fascismen. I oktober 1930 gick han med i nazistpartiet. 1932 gick han med i SA och året efter gick hans yngre bror Christoph med i SS. Senare gick hans andra två bröder, Wolfgang och Richard med i SA. Philipp blev speciellt god vän med Hermann Göring.
I juni 1933 blev Philipp utsedd till Oberpräsident (guvernör) för den preussiska provinsen Hessen-Nassau. Philipp var ett viktigt verktyg i sammanslagningen av de nazistiska krafterna. Han introducerade aristokrater till nazistledare, och som svärson till Italiens kung var han en flitig mellanhand mellan Hitler och Mussolini. Han var också Hitlers konstombud i Italien.
Som guvernör för Hessen-Kassel var Philipp positivt inställd eutanasiprogrammet. I februari 1941 skrev Philipp under kontraktet som ställde sanatoriet i Hadamar till inrikesministeriets förfogande. Över 10 000 mentalsjuka mördades där. 1946 blev Philipp åtalad för mord men åtalet lades ner.
Under kriget ändrade nazistledarna sin inställning till medlemmar av tyska furstehus. De hade tidigare varit förtjusta i att använda de historiska familjenamnen för att stärka sin popularitet. Nu bestämde de sig för att distansera sig från dem, till och med de prinsar som hade stöttat dem. 
Sent i april 1943 fick Philipp ordern att rapportera till Hitlers högkvarter, där han stannade i fyra månader. I maj 1943 utfärdade Hitler "Förordningen beträffande personer med internationella kontakter" där han påbjöd att prinsar inte kunde ha någon position varken inom partiet, staten eller militären. När Philipps svärfar kung Viktor Emanuel i juli 1943 arresterade Mussolini blev Philipps position ännu svårare. Hitler trodde att Philipp och hans familj bar en del av skulden till Mussolinis fall.
Den 8 september 1943 blev Philipp arresterad. Han förlorade medlemskapet i nazistpartiet och i SA, och fick avsked från flygvapnet. Den 25 januari 1944 blev hans politiska vanheder offentlig då han avskedades som guvernör över Hessen-Nassau.
I september 1943 skickades Philipp till koncentrationslägret Flossenbürg. Han placerades i isoleringscell och fick inte ha någon kontakt med yttervärlden. Han hade dock vissa privilegier: han fick bära civila kläder och äta samma mat som vakterna.
Philipps hustru Mafalda blev kidnappad och arresterad i Rom. Hon skickades till koncentrationslägret Buchenwald där hon blev inhyst bredvid krigsmaterielfabriken. I augusti 1944 blev fabriken bombad av de allierade. Mafalda blev allvarligt skadad och dog några dagar senare.
När de allierade gick allt längre in i Tyskland flyttade nazisterna de viktigaste fångarna. I april 1945 flyttades Philipp till koncentrationslägret Dachau. Efter bara tio dagar blev han flyttad igen. När de amerikanska trupperna tog över lägret den 4 maj fängslades han i Villabassa i Dolomiterna i nordligaste Italien.

## Efter kriget
På grund av sin forna ställning som nazistisk guvernör över Hessen-Nassau, hölls Philipp fängslad av de allierade, först på Capri och senare i en rad andra fängelser.
1940 hade Philipp efterträtt sin far som överhuvud för huset Hessen-Kassel. När hans avlägsne agnatiska släkting prins Ludvig av Hessen dog 1968, blev Philipp överhuvud för hela huset Hessen, även det storhertigliga (Hessen och Rhen/Hessen-Darmstadt). Ludvig hade formellt adopterat Philipps son Moritz, som ärvde huset Hessen och Rhens egendomar, inklusive stora konstsamlingar.
Philipp dog i Rom 1980.